# Мличка џамија
Мличка џамија, позната и као Ал Агина џамија је најстарија џамија у Србији и једна од најстаријих на простору Балканског полуострва.

## Опште информације
Џамија је направљена или реновирана 1289. године. По наводу Савета исламске заједнице Драгаша, године 1955. добили су званични документ из Алепа, где се јасно наводи да је породица по имену Ал-Ага мигрирала из тог града на поручје познато као Млике. Ова породица је, према документу населила подручје Косова и Метохије 1095. године и на том подручју била до 1291. године, а у том периоду направили су џамију.  Обновљена је 1822. године од стране Ахмед Аге.
Џамија се налази у јужном делу Косова и Метохије у насељеном месту Млике и током своје историје више пута је реконструисана захваљујући добровољним донацијама заједнице и људи добре воље. И даље је активна и доста посећена, посебно током намаза.